# Webbhuset
Webbhuset Finland Oy Ab (tidigare Kulturhuset Ab) är ett finländskt privatägt företag med fokus på webbhotellstjänster och Software as a service. Huvudmålgruppen är finlandssvenskt förenings- och kulturliv samt tredje sektorn.
Genom sin koppling till finansiärer av kultur har Webbhuset haft en stor mängd betydande finlandssvenska aktörer i sin kundkrets, däribland Svenska folkpartiet, Finlands svenska Marthaförbund, Svenska Finlands folkting och Svenska Teatern.
Företagets huvudkontor är beläget vid G18 i Helsingfors, ett tidigare skolhus i centrala Helsingfors ägt av Svenska folkskolans vänner. En filial finns också i Vasa.

## Historia
Vid grundandet 2005 ägdes dåvarande Kulturhuset Ab av Svenska folkskolans vänner, Svenska kulturfonden och Svenska studieförbundet. Svenska kulturfondens andel togs senare över av Stiftelsen för kultur- och utbildningsinvesteringar. Samtliga är betydande bidragsgivare för svenskspråkigt föreningsliv och kulturproduktion i Finland.
Namnet byttes 2013 till Webbhuset, för att minska förväxlingar med olika kulturcentra. Samma år flyttade företaget från korsningen av Nylandsgatan och Annegatan till G18.
Innan grundandet hade ägarna noterat en återkommande efterfrågan på stöd för att bygga internet-närvaro för kulturaktörer, och Webbhuset skulle centralisera lämpade tjänster. År 2017 ansågs arrangemanget förlegat och Webbhuset såldes till företagets personal, med hänvisning till föreningars och stiftelsers syftesparagrafers förhållande till kommersiell verksamhet.
Webbhusets har under nästan hela sin verksamhet letts av vd Ant Simons.

## Tjänster
Webbhuset har sedan grundandet erbjudit Digistoff, numera DS, ett innehållshanteringssystem för webben. Numera ingår också ekonomi- och medlemsregisterverktyget Desky i utbudet.
Digistoff har riktats åt centralförbund, med avsikt att förse medlemsföreningar med för slutanvändaren avgiftsfria webbhotell.
Tidigare ingick även e-post i webbhotellet.
Webbhuset använde tidigare servertjänster utseslutande från den finländska leverantören Planeetta Internet. Enligt statistik från Netcraft drivs delar av infrastrukturen numera på den tyska operatören Hetzners moln i Finland.